# German Combined Quasigeoid 2016

Quasigeoid, Referenzellipsoid und Normalhöhe

Das German Combined Quasigeoid 2016 (GCG2016) ist ein Quasigeoid-Modell. Es ist Bestandteil des Integrierten Raumbezugs 2016 und beschreibt die Höhenbezugsfläche der Landesvermessung über dem Referenzellipsoid des Geodätischen Referenzsystems 1980 (GRS 80).

## Gültigkeitsbereich Deutschland
Das GCG2016 wurde gemeinsam entwickelt von der Arbeitsgemeinschaft der Vermessungsverwaltungen der Länder (AdV), dem Bundesamt für Kartographie und Geodäsie (BKG) und dem Institut für Erdmessung der Universität Hannover (IfE). Es deckt das gesamte Gebiet der Bundesrepublik Deutschland inklusive ihrer ausschließlichen Wirtschaftszone in der Nordsee ab.

## Werte
Mit Hilfe des GCG2016 können die physikalischen Normalhöhen {\displaystyle H_{N}} im DHHN2016 berechnet werden aus den ellipsoidischen Höhen {\displaystyle h_{e}} im ETRS89, die mittels GNSS-Messungen bestimmt und rein geometrisch festgelegt wurden:
{\displaystyle H_{N}=h_{e}-\zeta }
Der Unterschied {\displaystyle \zeta } zwischen ellipsoidischer und Normalhöhe wird Höhenanomalie genannt. Er ist gleichzeitig der Unterschied zwischen Referenzellipsoid und Quasigeoid, der Quasigeoidhöhe genannt wird. Sein Wert beträgt in Deutschland zwischen 36 m und 50 m.
Bezüglich der Höhenanomalie weist das Modell eine Genauigkeit von etwa 1 cm auf (in den Alpen max. 2 cm, in der deutschen Ostsee 1–2 cm, in der deutschen Nordsee 2–6 cm).

## Ermittelung
Das Modell beruht auf
- Schweremessungen (Schwerestörungen, abgeleitet aus 860.000 Punktschwerewerten)
- Höhenanomalien (Abweichung zwischen der ellipsoidischen Höhe und der Normalhöhe an etwa 470 Punkten)
- Digitalen Geländemodellen
- bathymetrischen Daten sowie
- globalen Geopotentialmodellen.

Es wurde durch Mittelung der unabhängig durchgeführten Berechnungen von BKG und IfE bestimmt. Mit der im November 2023 veröffentlichten Version GCG2016/2023 erfolgte im Bereich der Ostsee eine Aktualisierung und Harmonisierung mit dem Höhentransformationsgitter für das Baltic Sea Chart Datum 2000 (BSCD2000).

## Konsistenz mit anderen deutschen Vermessungsnetzen
Als Teil des Integrierten Raumbezugs 2016 ist das GCG2016 konsistent zu den Bezugssystemen:
- ETRS89 / DREF91 (Realisierung 2016)
- Deutsches Haupthöhennetz 2016 (DHHN2016) und
- Deutsches Hauptschwerenetz 2016 (DHSN2016).